# CUCV
CUCV（Commercial Utility Cargo Vehicle）は、アメリカ軍で、民生品のピックアップトラックやSUVに改修を加え、軽軍用車両として採用するプログラムの呼称、およびそれらの車種の呼称である。

## 概要
CUCVはアメリカ合衆国で1970年代中旬に調達計画が始まった。この頃アメリカでは、M151"ケネディ・ジープ"シリーズの後継車種という位置づけで開発されたM561 ガマゴートが、非常に高いオフロード性能を持つ一方、その複雑な機構のため高価であり、M151の全てを更新する程の数を揃えられない事や、M151そのものの耐用年数も迫ってきていることなどから、これらの車種の、低コストの後継車種として計画されたものである。
CUCVはM151の任務の中でもオフロード能力や耐弾能力を求められない後方任務等を引き継ぐものとして運用され、一方、高いオフロード能力を求められる分野では、M561 ガマゴートが1980年代半ばまで使用が続けられた後、AMゼネラル社のハンヴィーシリーズがその任務を引き継いでいく事となった。
CUCVシリーズの車種は、民間市販車をモデルとしているためこれまでに何度かのモデルチェンジを行いながらも、1970年代中盤から現在に至るまで、アメリカ軍および輸出先で使用が続けられている。

## バリエーション

### ダッジ M880/M890
最初に採用された車種はダッジ製W/Dシリーズピックアップトラックで、1976年から1977年にかけて、4×4輪駆動のM880シリーズ、4×2輪駆動のM890シリーズとしてアメリカ軍に採用された。この時点では、採用された車種には"CUCV"の名称は用いられていなかった。
M880/M890は積載量約2,500ポンド（1,130kg）で、カーゴ型を基本としていくつかの派生型が制式化されている。
エンジンは出力150馬力のクライスラー製5,200ccV型8気筒ガソリンエンジンを搭載し、変速機は3速オートマチックであった。M880/M890シリーズは総計約44,000台がアメリカ軍に採用されている。

#### 形式
M880
基本形の4×4輪駆動ピックアップトラック型。
M881
M880に出力24V-100Aの電装システムを搭載した型。
M882
M880に出力24V-60Aの電装システムと無線通信機器を搭載した型。
M883
M881にシェルターキットを搭載したパネルバン型。
M884
M881にタイダウン式（ワイヤーによる固定式）のシェルターキットを搭載したパネルバン型。
M885
M880にタイダウン式（ワイヤーによる固定式）のシェルターキットを搭載したパネルバン型。
M886
M880の救急車型。
M887
M880の修理車両型。
M888
M880に電話線修理設備を搭載した工兵車両。
M890
基本形の4×2輪駆動ピックアップトラック型。
M891
M890に出力24V-60Aの電装システムを搭載した型。
M892
M890に出力24V-60Aの電装システムと無線通信機器を搭載した型。
M893
M890の救急車型。

#### 使用国
- アメリカ合衆国
- カナダ
- レバノン

### GMシボレー CUCV
1983年に、M880/M890に代わる新型車種としてゼネラルモーターズ製のシボレー・C/K、シボレー・K5ブレイザーをベースとした車両が新たに追加採用され、この車種はCUCVと呼称された。
M880/M890と同様に、ピックアップトラック型、救急車型など派生車種が開発された。エンジンは出力155馬力の6,200ccV8ディーゼルエンジンを搭載し、変速機は3速オートマチックであった。CUCVは1983年から1986年にかけて生産され、総計70,000台がアメリカ軍に採用された。
1986年から1996年にかけても、それまでに生産した車両の交換用として、引き続き少数が継続して製造された。

#### 形式
M1008
基本形のピックアップトラック型。
M1008A1
M1008に出力24V-100Aの電装システムと無線通信機器を搭載した型。
M1009
SUV型。シボレー・C/KのSUV型であるシボレー・K5ブレイザーをベースに改良された車両で、様々な用途で使用された。
M1010
M1008の救急車型。空調システムを装備。
M1010（USMC Command）
アメリカ海兵隊で使用された指揮車両型。
M1010（USMC Ordnance）
アメリカ海兵隊で使用された修理車両型。
M1028
M1008に出力24V-100Aの電装システムとシェルターキットを搭載したパネルバン型。
M1028A1
M1008にシェルターキットを搭載したパネルバン型で、パワーテイクオフの機能を持つ車種。
M1028A2
M1028A1の後輪デュアル型。
M1028A3
M1028A2の変速機を変更した型
M1028FF
M1028の消防車型。
M1031
M1008のシャーシ、キャブのみで荷台の無い状態での形式。パワーテイクオフの機能を持つ。

#### 使用国
- アメリカ合衆国
- カナダ
- ギリシャ
- エストニア
- ラトビア
- レバノン
- リトアニア

### GMシボレー CUCV II
1996年に、CUCVの後継車種として、CUCV IIという名称で新型車種が採用された。この車種はバージョンアップされたシボレー・C/Kシリーズ、シボレー・タホシリーズ、シボレー・サバーバンシリーズなどをベースとして、2000年頃まで生産された。

#### 形式
Type A
2ドアのSUV型。運転手と4人の人員が乗車可能で、シボレー・K5ブレイザー、シボレー・タホをベースに改良されている。
Type A
ピックアップトラック型。兵員用ベンチシートを装着可能。シボレー・シルバラードをベースに改良されている。
Type C
救急車型。ストレッチャー4基なら搭載、または着座出来る負傷者を8名収容可能。
Type E
シェルターキットを搭載した型。
Type F
シェルターキットおよび無線通信機を搭載した型。
Type S
4ドアのSUV型。運転手と5人の人員が乗車可能で、シボレー・サバーバンをベースに改良されている。

#### 使用国
- アメリカ合衆国
- エクアドル
- サウジアラビア
- スウェーデン
- イギリス
- ベネズエラ

### LSSV
2000年に、ベース車種のモデルチェンジに伴いCUCV IIの調達が終了し、2001年には新モデルの調達が始まったが、これらの車種は新たにLSSV（Light Service Support Vehicle）と呼称されるようになった。LSSVシリーズはシボレー・シルバラードシリーズ、シボレー・タホシリーズ、シボレー・サバーバンシリーズをベース車種としている。
ゼネラルモーターズ製の6,600ccV型8気筒ターボディーゼルエンジンと、4速または5速のオートマチックトランスミッションを装備している。
2005年から、LSSVの調達先企業がゼネラルモーターズ社からAMゼネラル社に変更されている。

#### 形式
2ドア ピックアップトラック型
4ドア ピックアップトラック型
2ドア SUV型
4ドア SUV型
4ドア 救急車型

#### 使用国
- アメリカ合衆国
- カナダ
- ギリシャ
- ルーマニア